# Olof Andersson (målare)

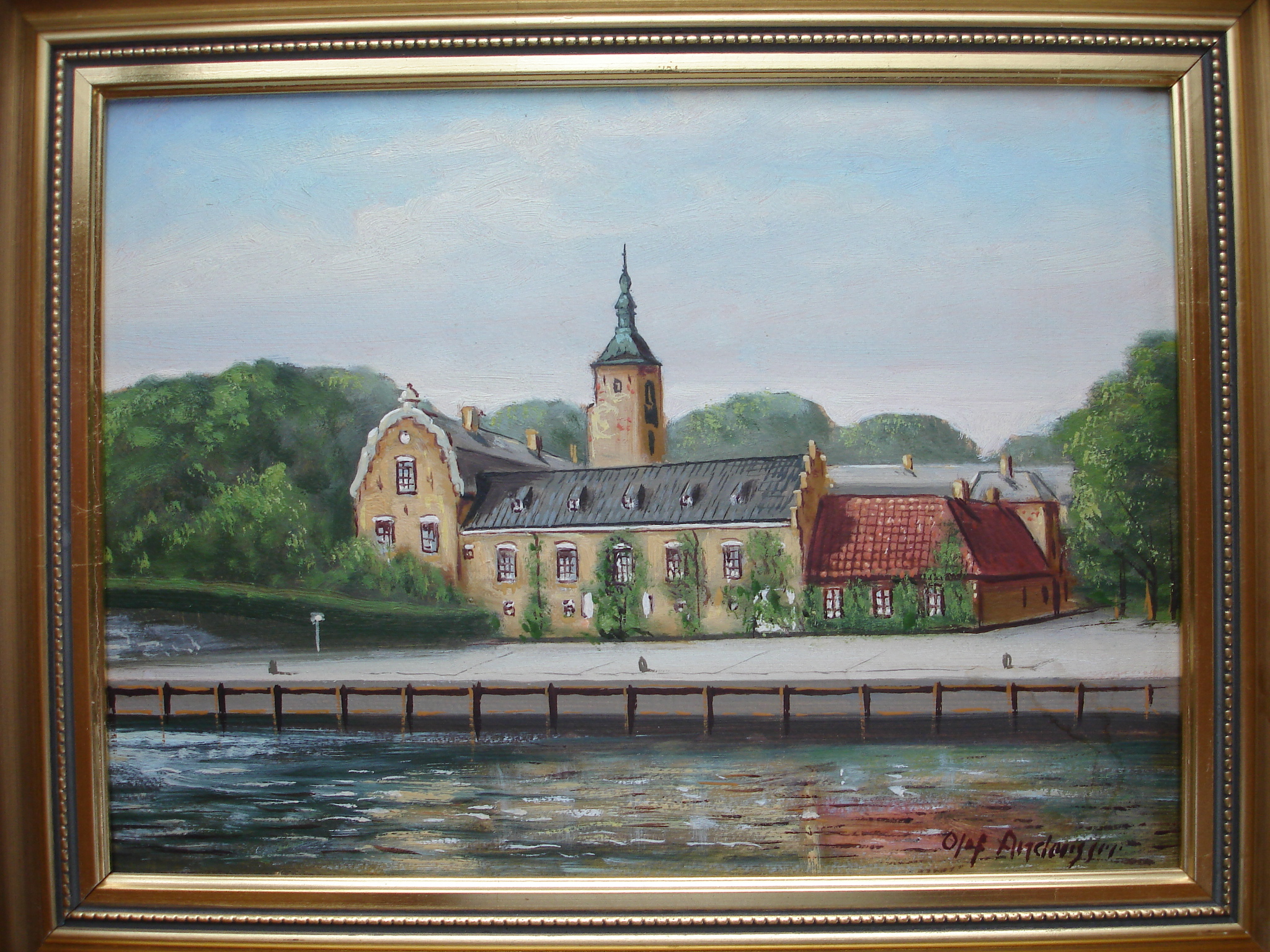
Halmstads slott, olja på pannå

Karl Olof Andersson, född 25 februari 1884 i Halmstad, död 19 maj 1952 i Halmstad, var en svensk målare.
Olof Andersson var äldste sonen till målaren Alfred Andersson. Han fick utbildning av sin far, som ägnade sig åt dekorationsmålning, ådring och marmorering samt att måla tavlor med halmstadsmotiv. Olof fick även somrarna 1898 och 1901 utbildning hos Severin Nilsson i Asige. På vissa kortare resor fick han följa med sin far, Severin Nilsson och Edward Högardh, när de tillsammans besökte närbelägna platser för att måla tavlor.
Olof Andersson utförde ett mycket stort antal målningar av lokala halmstadsmotiv. Mest kända är Norre Port, Halmstads slott, Hallandsgården och Dragvägen. Han målade även naturmotiv och blomsterbilder. Ofta reste han till Laholm och målade lokala motiv såsom Kyrkogränd, S:t Clemens gränd och Gamlebygränd. Dessa målningar såldes oftast lokalt. Han utförde även en del dekorationsmålningar i kyrkor i Halland. Vid utställning i Varberg 1907 fick han medalj för sin yrkesskicklighet som dekorationsmålare. Olof Andersson är liksom fadern representerad på Hallands konstmuseum.